# Masebe
Masebe ist ein Verwaltungsbezirk (Ward) des Distrikts Rungwe in der tansanischen Region Mbeya. Er grenzt im Westen und im Süden an den Bezirk Suma, im Norden an das Reservat Rungwe und im Osten an den Distrikt Busokelo.

## Geografie
Masebe liegt im Südwesten von Tansania in der Mittellandszone des Distrikts. Im jährlichen Durchschnitt regnet es 800 bis 2200 Millimeter. Die Fläche des Bezirks umfasst 39,7 Quadratkilometer und bei der Volkszählung 2022 lebten hier 4268 Menschen in 1211 Haushalten.

## Geschichte
Bei der Volkszählung 2002 war Masebe noch Teil des Bezirks Suma. Im Jahr 2012 lebten hier 4967 Menschen, diese Einwohnerzahl sank auf 4268 bei der Volkszählung 2022.

## Gliederung
Der Bezirk besteht aus vier Gemeinden (Mtaa) mit 15 Orten (Kitongoji):
| Masebe - Masebe - Kilalo - Kakondo - Kakondo | Bunyakikosi - Mwale - Kagoje - Ibungu - Ikama | Ibumba - Lusungo - Nsitu - Ndobo | Kituli - Kituli - Ikombe - Lota - Lupaso |

## Wirtschaft und Infrastruktur
- Landwirtschaft: Die wichtigsten Anbauprodukte sind Avocado, Tee, Kaffee, Kardamom, Mais, Mango, Bohnen, Bananen und Erdnüsse.[4]
- Gesundheit: In Masebe befindet sich eine öffentliche Apotheke.[9]